# Zwebner Ábrahám
Zwebner Ábrahám (Galgóc, 1801. – Jeruzsálem, 1876 vagy 1880) rabbi.

## Élete
A pozsonyi jesiván Szófer Mózestől tanult, majd Csesztén, később Kaboldon volt rabbi. 1868-ban a szervezés alatt álló zsidó kongresszus ellen röpiratot írt, melyben a zsidó közösség kettészakadása ellen emelt szót. Az 1873-ban tanára hatására a Szentföldre költözött,
Döntvénytárát (Ohel Avraham, 1881) fia, Zwebner Jehuda adta ki, emellett kiadásra került Derashot ha-rosh c. műve is.